# کیم کو
کیم کو (انگلیسی: Kim Koo; ۲۹ اوت ۱۸۷۶ – ۲۶ ژوئن ۱۹۴۹) سیاست‌مدار اهل کره جنوبی بود. او 	۲۹ اوت ۱۸۷۶ در شهر هائجو استان هوانگهائه جنوبی در کشور کره بدنیا آمد.وی ۶مین و آخرین نخست‌وزیر دولت در تبعید کره بود.